# Жапкинська скеля
Жапкинська скеля (рум. Stânca Japca) — пам'ятка природи геологічного або палеонтологічного типу у Флорештському районі Республіки Молдова. Розташована біля однойменного монастиря, біля дороги, що з’єднує села Сенетеука, Бурсук і Жабка. Має площу 10 га. Пам'ятка пербуває у віданні мерії муніципалітету Жабка.

## Опис
Скеля розташована за 1 км на північ від села Жапбка та за 0,5 км на південний схід від села Сенетеука. 
Геологічно скеля Жапка є частиною рифу Жапка. Максимальна висота становить 170 м. Внизу виділяються породи крейдяного віку, на вертикальному відрізку бл. 35 м, над якою розташована колекція конгломератів баденського віку потужністю бл. 15 м. Вище – ланка волинських порід, представлених мергелями та пісками. Далі йдуть товщі бессарабського віку, що складаються з пісків, що у верхній частині переходять у біогенні вапняки.
Біогерма представлена колоніями мшанок, поруч з якими виявлені раковини Mactra fabreana (d'Orbigny) і Tapes gregarius (Partsch). Ендокарстові процеси створили низку гротів і печер у вапняку. На південь від біогенних вапняків виходять на поверхню лумашові та оолітові вапняки, в яких Жабський монастир.

## Статус охорони
Постановою Ради Міністрів Молдавської РСР від 13.03.1962 р. об'єкт взято під охорону держави під 111, а охоронний статус знову підтверджено Постановою Ради Міністрів Молдавської РСР від 8 січня 1975 № 5 та Законом № 1538 від 25 лютого 1998 року про фонд природних територій, що охороняються державою. Землевласником пам’ятки природи на момент публікації закону 1998 року було сільськогосподарське підприємство «Молдова», але тим часом воно перейшло на баланс муніципалітету Жабка. 
Заповідна територія становить міжнародний науковий інтерес для геологічного картографування та стратиграфічного вивчення осадових утворень Східноєвропейської платформи, а також для збору геологічного та палеонтологічного матеріалу. Має велике значення як ландшафтний заказник і наукову цінність для лісівників, ботаніків, ґрунтовиків, зоологів тощо.
За станом на 2016 рік природна територія не мала встановленого інформаційного щита. Є свідчення, що навколо нього місцеві жителі складають сміття та проводять розкопки. Рекомендується включити заповідну територію в туристичні маршрути в цьому районі, особливо з огляду на її близькість до Жабського монастиря.

## Галерея зображень

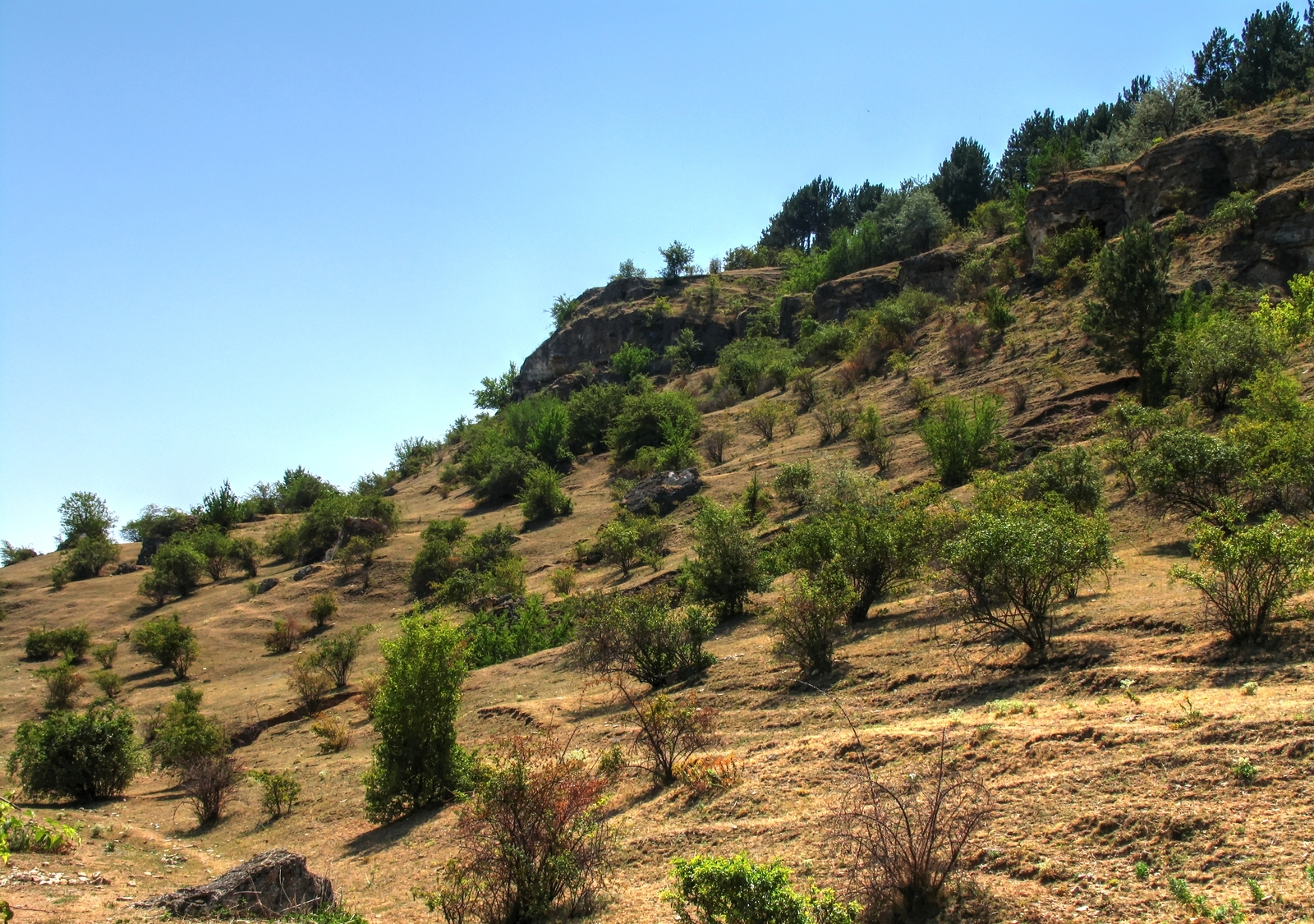
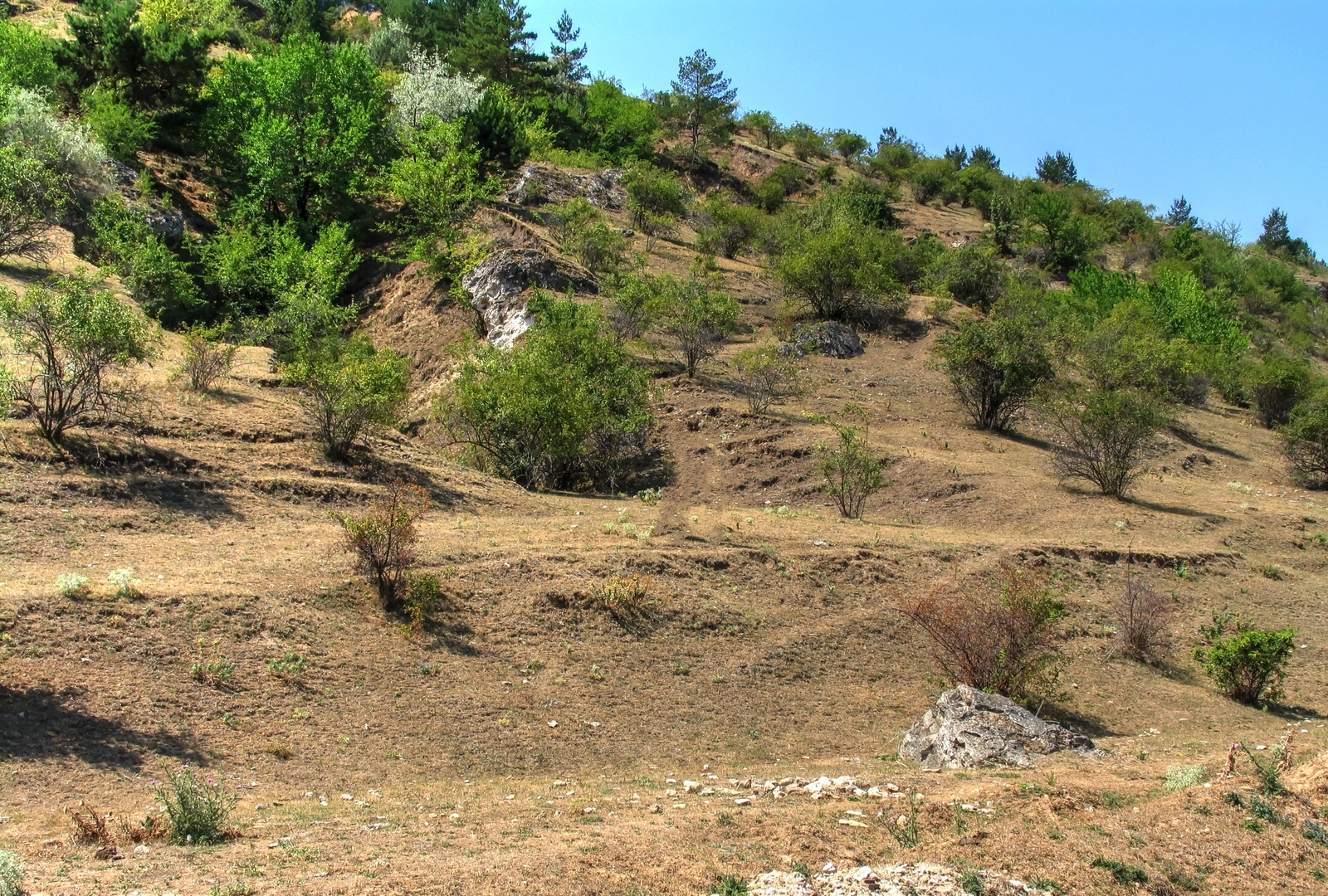
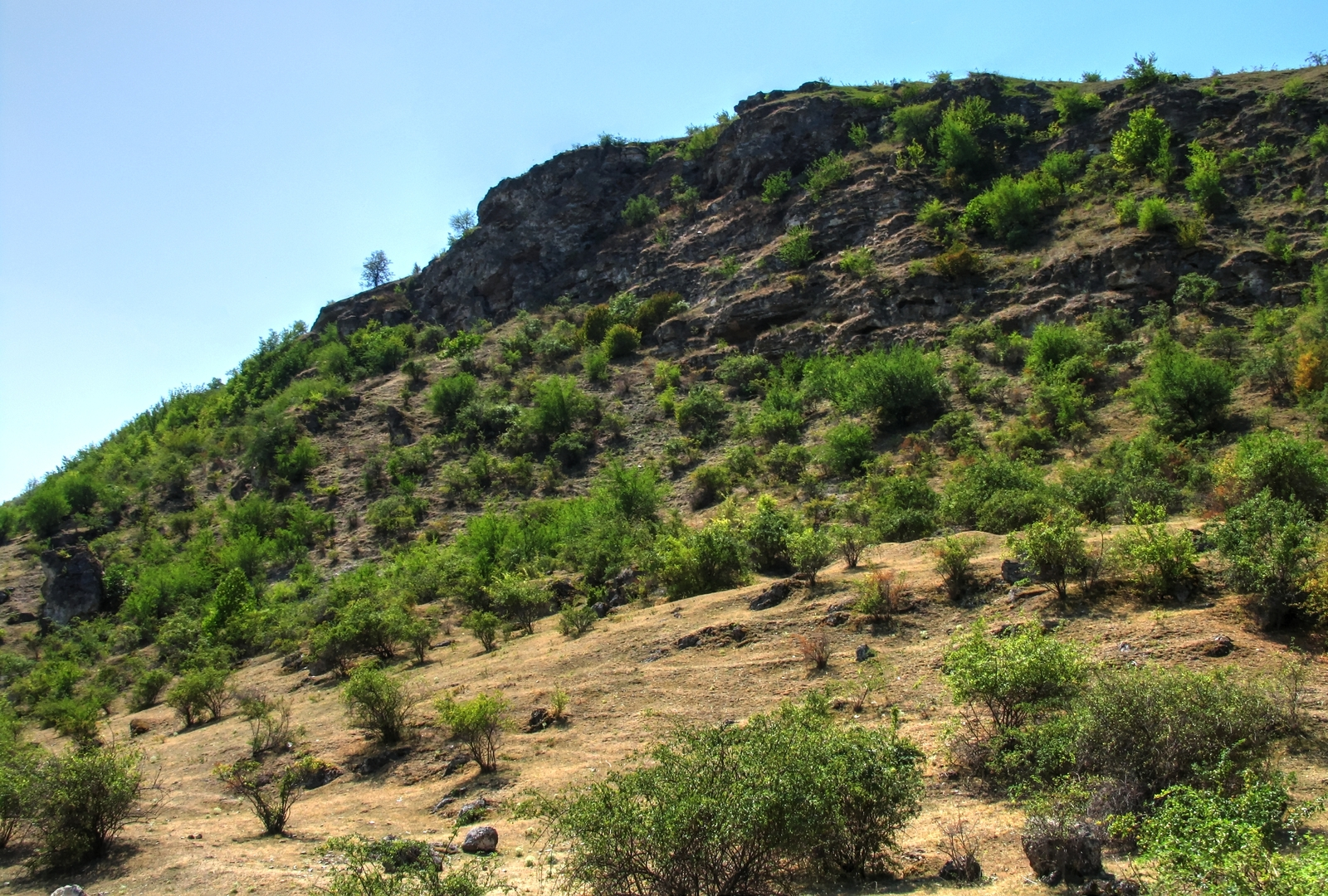
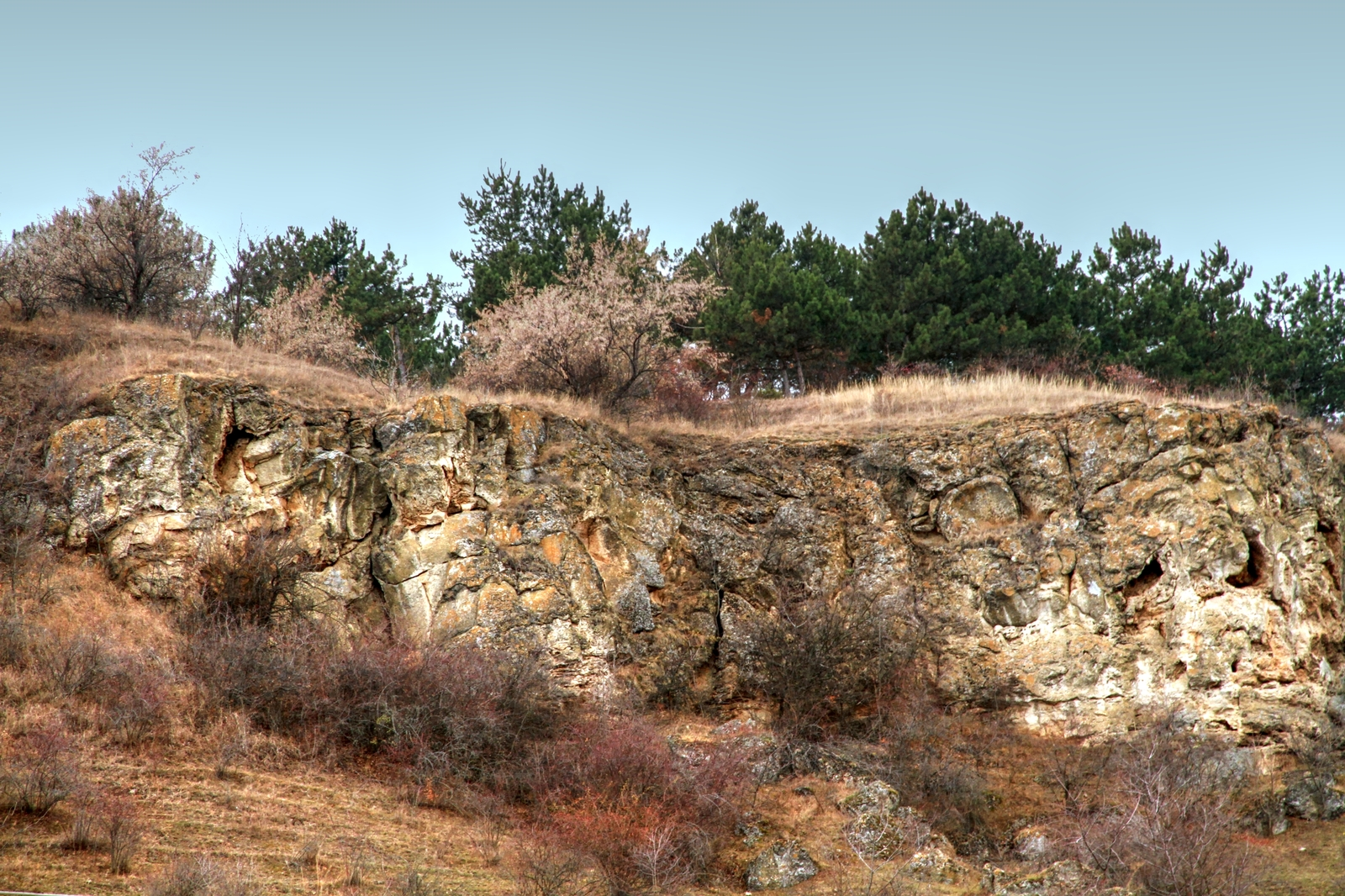